# Alexander Beatson
Alexander Beaston (1758– 15 de octubre de 1830) fue un oficial de la Compañía Británica de las Indias Orientales, gobernador de Santa Helena, naturalista, y un agricultor experimental.

## Biografía
Era el segundo hijo de Robert Beatson, Lcdo., De Kilrie, Condado de Fife, Escocia, y un sobrino o primo de Robert Beatson. Obtuvo el grado de cadete en 1775, y fue designado a la Madras infantry, 21 de noviembre de 1776. Se desempeñó como jefe de máquinas en la guerra con Hyder Ali, aunque nunca parece haber pertenecido a los ingenieros. Como teniente, sirvió con los guías de lord Cornwallis en las campañas contra el Sultán Fateh Ali Tipu, y ocho años después, como un oficial de campo, fue inspector general del ejército bajo el Lieutenant-general Harris, que capturó Srirangapatna en 1799. Alcanzó el grado de coronel el 1 de enero de 1801.
Después de salir de la India, Beatson fue gobernador de Santa Helena 1808-1813. La isla, que entonces pertenecía a la Compañía Británica de las Indias Orientales, se encontraba en una situación muy insatisfactoria. La escasa población había sido casi exterminada por un sarampión epidémico poco tiempo antes, y aunque repoblado por los emigrantes de Inglaterra y por coolies chinos, estaba en un estado lamentable. Los actos de las autoridades de suprimir del tráfico de alcohol y otras cuestiones dieron lugar a un gran descontento, dando lugar a un motín en 1811, que fue sofocada por la firmeza de Beatson, quien también presentó un mejor sistema de cultivo y muchas otras medidas beneficiosas.
Después de su regreso a Inglaterra, le dedicó mucha atención a los experimentos en la agricultura en la finca Knole y Henley en Frant, Sussex, cerca de Tunbridge Wells. Se convirtió en mayor general en 1810 y teniente general en junio de 1814, murió 15 de octubre de 1830.

## Algunas publicaciones
- An Account of the Isles of France and Bourbon, 1794, which was never printed, and remains in manuscript at the British Museum (Add. MS. 13868)
- A View of the Origin and Conduct of the War against Tippoo Sultaun (Lond. 1800, 4.º)
- Tracts relative to the Island of St. Helena, con vistas (Lond. 1816, 4.º)
  - other smaller works on the island besides contributions to the St. Helena Monthly Register
- A New System of Cultivation without Lime or Dung, or Summer Fallowing, as practised at Knole Farm, Sussex (Lond. 1820, 8.º)
  - varios arts. sobre mejoras en agricultura

## Honores

### Eponimia
- (Frankeniaceae) Beatsonia Roxb.[4]